# Damernas tvåmanna i bob vid olympiska vinterspelen 2014
Damernas tvåmanna i bob vid olympiska vinterspelen 2014 hölls i Sanki isbanecenter i skidorten Krasnaja Poljana, 60 km från Sotji, Ryssland. Tävlingarna pågick mellan den 18 och 19 februari 2014. 

## Tävlingsschema
| Datum       | Tid   | Gren         |
| ----------- | ----- | ------------ |
| 18 februari | 19:15 | Åk 1         |
| 18 februari | 20:20 | Åk 2         |
| 19 februari | 20:15 | Åk 3         |
| 19 februari | 21:25 | Åk 4 (final) |

## Medaljörer
| Gren                      | Guld                                   | Silver                           | Brons                       |
| Damer, tvåmanna (finalen) | Kanada Kaillie Humphries Heather Moyse | USA Elana Meyers Lauryn Williams | USA Jamie Greubel Aja Evans |

## Resultat
38 tävlande deltog i tävlingen. Guldmedaljör blev Kaillie Humphries och Heather Moyse
| Placering | Bib | Land                   | Idrottare                                | Åk 1       | Åk 2    | Åk 3    | Åk 4    | Totalt  | Bakom  |
| --------- | --- | ---------------------- | ---------------------------------------- | ---------- | ------- | ------- | ------- | ------- | ------ |
| 1         | 1   | Kanada (CAN-1)         | Kaillie Humphries Heather Moyse          | 57,39      | 57,73   | 57,57   | 57,92   | 3:50,61 | —      |
| 2         | 2   | USA (USA-1)            | Elana Meyers Lauryn Williams             | 57,26 – TR | 57,63   | 57,69   | 58,13   | 3:50,71 | +0,10  |
| 3         | 3   | USA (USA-2)            | Jamie Greubel Aja Evans                  | 57,45      | 58,00   | 58,00   | 58,16   | 3:51,61 | +1,00  |
| 4         | 9   | Nederländerna (NED-1)  | Esmé Kamphuis Judith Vis                 | 57,94      | 58,10   | 58,20   | 58,03   | 3:52,27 | +1,66  |
| 5         | 4   | Tyskland (GER-1)       | Sandra Kiriasis Franziska Fritz          | 57,95      | 58,08   | 58,06   | 58,20   | 3:52,29 | +1,68  |
| 6         | 10  | Belgien (BEL-1)        | Elfje Willemsen Hanna Mariën             | 57,92      | 58,02   | 58,33   | 58,30   | 3:52,57 | +1,96  |
| 7         | 5   | Tyskland (GER-2)       | Cathleen Martini Christin Senkel         | 57,99      | 58,42   | 58,17   | 58,13   | 3:52,71 | +2,10  |
| 8         | 8   | Schweiz (SUI-1)        | Fabienne Meyer Tanja Mayer               | 58,18      | 58,34   | 58,29   | 58,39   | 3:53,20 | +2,59  |
| 9         | 11  | Ryssland (RUS-1)       | Olga Stulneva Liudmila Udobkina          | 58,03      | 58,24   | 58,45   | 58,74   | 3:53,46 | +2,85  |
| 10        | 6   | Tyskland (GER-3)       | Anja Schneiderheinze Stephanie Schneider | 58,17      | 58,30   | 58,53   | 58,74   | 3:53,74 | +3,13  |
| 11        | 7   | USA (USA-3)            | Jazmine Fenlator Lolo Jones              | 58,27      | 58,46   | 58,50   | 58,74   | 3:53,97 | +3,36  |
| 12        | 12  | Storbritannien (GBR-1) | Paula Walker Rebekah Wilson              | 58,36      | 58,40   | 58,88   | 58,60   | 3:54,24 | +3,63  |
| 13        | 13  | Kanada (CAN-2)         | Jennifer Ciochetti Chelsea Valois        | 58,43      | 58,63   | 58,72   | 58,71   | 3:54,49 | +3,88  |
| 14        | 14  | Australien (AUS-1)     | Astrid Radjenovic Jana Pittman           | 58,62      | 58,50   | 59,06   | 58,37   | 3:54,55 | +3,94  |
| 15        | 15  | Österrike (AUT-1)      | Christina Hengster Viola Kleiser         | 58,59      | 58,56   | 58,73   | 58,91   | 3:54,79 | +4,18  |
| 16        | 17  | Ryssland (RUS-2)       | Nadezhda Sergeeva Nadezhda Paleeva       | 58,80      | 58,69   | 59,27   | 59,10   | 3:55,86 | +5,25  |
| 17        | 16  | Rumänien (ROU-1)       | Maria Constantin Andreea Grecu           | 59,04      | 59,08   | 59,38   | 59,09   | 3:56,59 | +5,98  |
| 18        | 18  | Sydkorea (KOR-1)       | Kim Su-Nok Shin Mi-Hwa                   | 1:00,09    | 1:00,02 | 1:00,44 | 1:00,26 | 4:00,81 | +10,20 |
| 19        | 19  | Brasilien (BRA-1)      | Fabiana Santos Sally Mayara da Silva     | 59,57      | 1:00,45 | 1:00,73 | 1:01,20 | 4:01,95 | +11,34 |